# Steffin McCarter
Steffin McCarter (* 19. Januar 1997 in Copperas Cove, Texas) ist ein US-amerikanischer Leichtathlet, der sich auf den Weitsprung spezialisiert hat.

## Sportliche Laufbahn
Steffin McCarter wuchs in Lampasas auf und studierte von 2015 bis 2021 an der University of Texas at Austin. 2019 startete er bei den Weltmeisterschaften in Doha und erreichte dort das Finale, in dem er aber keinen gültigen Versuch zustande brachte. 2021 nahm er an den Olympischen Sommerspielen in Tokio teil und schied dort mit 7,92 m in der Qualifikationsrunde aus. Anschließend siegte er mit 7,90 m beim 57. Palio Città della Quercia sowie mit 7,99 m beim Memorial Van Damme, ehe er bei Weltklasse Zürich mit 8,14 m auf Rang zwei gelangte. Im Jahr darauf belegte er bei den Weltmeisterschaften im heimischen Eugene mit 8,04 m im Finale den fünften Platz und wurde dann beim Memoriał Kamili Skolimowskiej mit 8,09 m Zweiter. 

## Persönliche Bestleistungen
- Weitsprung: 8,26 m (+0,6 m/s), 6. März 2021 in Austin
  - Weitsprung (Halle): 8,10 m, 14. Januar 2022 in Clemson